# Bezirksgericht Donauwörth
Das Bezirksgericht Donauwörth war ein Bezirksgericht im Königreich Bayern, das von 1857 bis 1879 existierte. Es hatte seinen Sitz in Donauwörth.

## Geschichte
Mit Gesetz vom 1. Juli 1856 wurde das Justizwesen in Bayern neu geordnet. Die bisherigen Kreis- und Stadtgerichte wurden aufgehoben und 34 neue Bezirksgerichte traten an ihre Stelle. Sie waren für die Städte, in denen sie ihren Sitz hatten, sowie für die in ihrem Sprengel befindlichen Standesherren Gerichte erster Instanz. Für alle anderen Angelegenheiten waren sie Gerichte der zweiten Instanz in Kriminal- und Zivilrechtssachen. Mit dem Inkrafttreten des deutschen Gerichtsverfassungsgesetzes wurde 1879 das Bezirksgericht Donauwörth wie alle anderen bayerischen Bezirksgerichte aufgelöst.
Der Sprengel des Bezirksgerichts Donauwörth umfasste gemäß der Vollzugsverordnung von 1857 die Landgerichte Bissingen, Dillingen, Donauwörth, Höchstädt, Lauingen, Monheim, Neuburg an der Donau, Nördlingen, Oettingen, Wallerstein und Wemding.